# Пансексуализм
Пансексуализм — теория в психологии, которая утверждает, что «вся заинтересованность и желание происходят от полового инстинкта» или же, иными словами говоря, что «половой инстинкт играет первостепенную роль во всей человеческой деятельности, как психической, так и физической».
Греческий суффикс -изм в слове пансексуализм указывает на доктрину, в отличие от суффикса -ость в слове пансексуальность, который указывает на свойство.
Пансексуализм является нормой в раннем направлении психологии фрейдистского или классического психоанализа.